# Вежба (Вармінсько-Мазурське воєводство)
Вежба (пол. Wierzba, нім. Wiersba (1938–45: Beldahnsee)) — село в Польщі, у гміні Руцяне-Нида Піського повіту Вармінсько-Мазурського воєводства.
Населення — 196 осіб (2011).
У 1975-1998 роках село належало до Сувальського воєводства.

## Демографія
Демографічна структура станом на 31 березня 2011 року:
|          | Загалом | Допрацездатний вік | Працездатний вік | Постпрацездатний вік |
| -------- | ------- | ------------------ | ---------------- | -------------------- |
| Чоловіки | 99      | 24                 | 64               | 11                   |
| Жінки    | 97      | 16                 | 66               | 15                   |
| Разом    | 196     | 40                 | 130              | 26                   |